# Festividad de San Vicente Ferrer (Valencia)
Prolongando la Semana Santa, el segundo lunes de Pascua se levantan altares en calles y plazas de Valencia. Se conmemora la festividad de San Vicente Ferrer, patrón de la comunidad y canonizado en el siglo XV por el Papa Calixto III. Es costumbre visitar el Pouet de Sant Vicent en su casa natal convertida en capilla. 
Se representan por grupos de niños, siempre en idioma valenciano, hechos prodigiosos atribuidos al santo dominico, los denominados miracles. Las representaciones se llevan a cabo en escenarios instalados para la ocasión en los distintos barrios de la ciudad, estos se denominan altares. 
Algunos de los altares más céntricos son: en la plaza de la Virgen: altar de la Pila, en el Tossal: Altar del Tossal, en la plaza del Pilar: el altar del Pilar, en la plaza del Carmen: el altar del Carmen, en la plaza Tetuan: el altar del Mar, en la calle Tapineria: el altar del Mocadoret, en la calle Salamanca: el altar del Ángel Custodio, en plaza Mercado de Ruzafa: el altar de Ruzafa, en la plaza del Mercado: el altar del Mercado.
Entre los catorce altares que se levantan el altar más antiguo data de 1561 y se instala cada año junto al Pouet de Sant Vicent. Es el llamado altar del Mar.

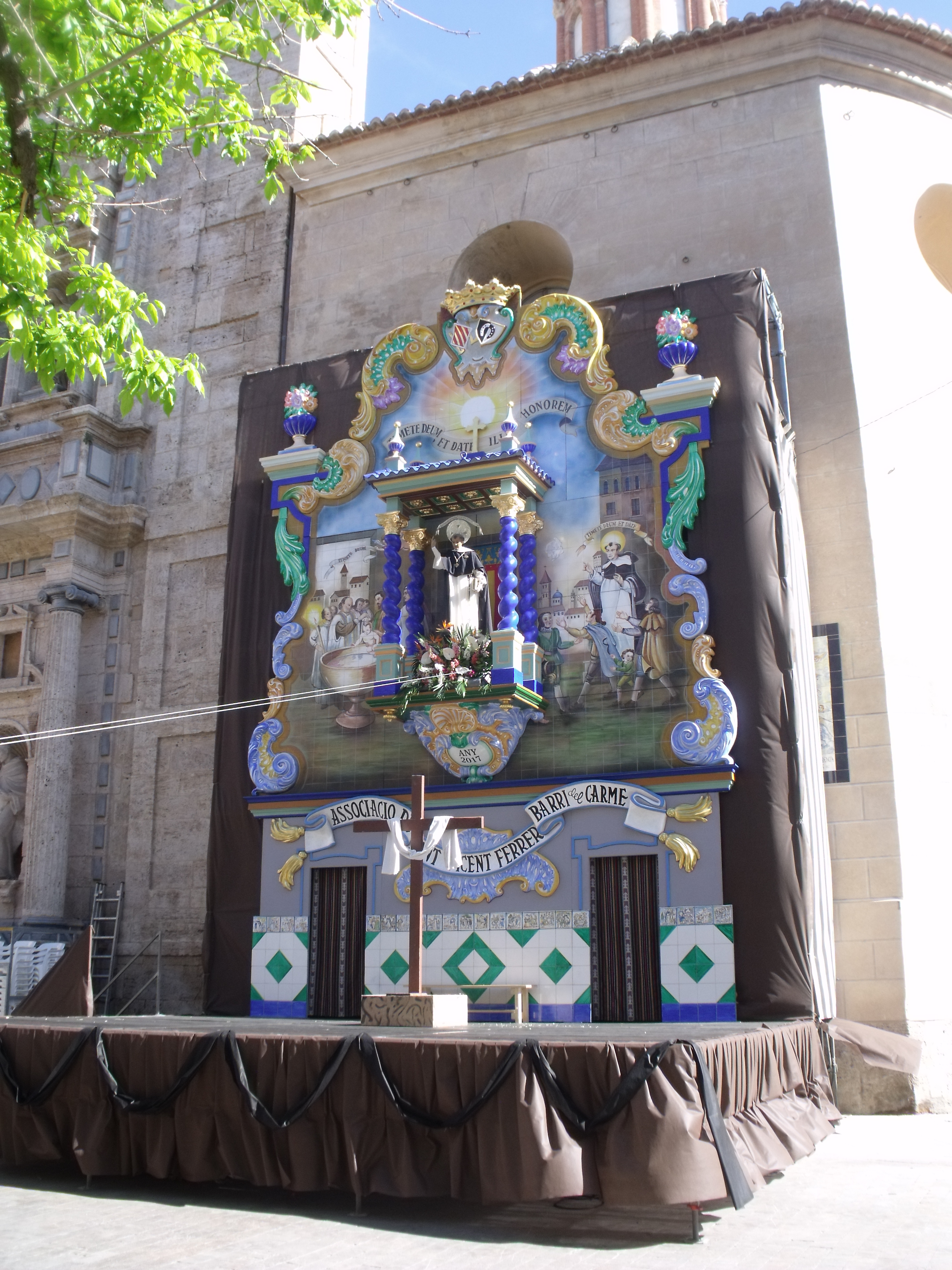
Altar del Carmen
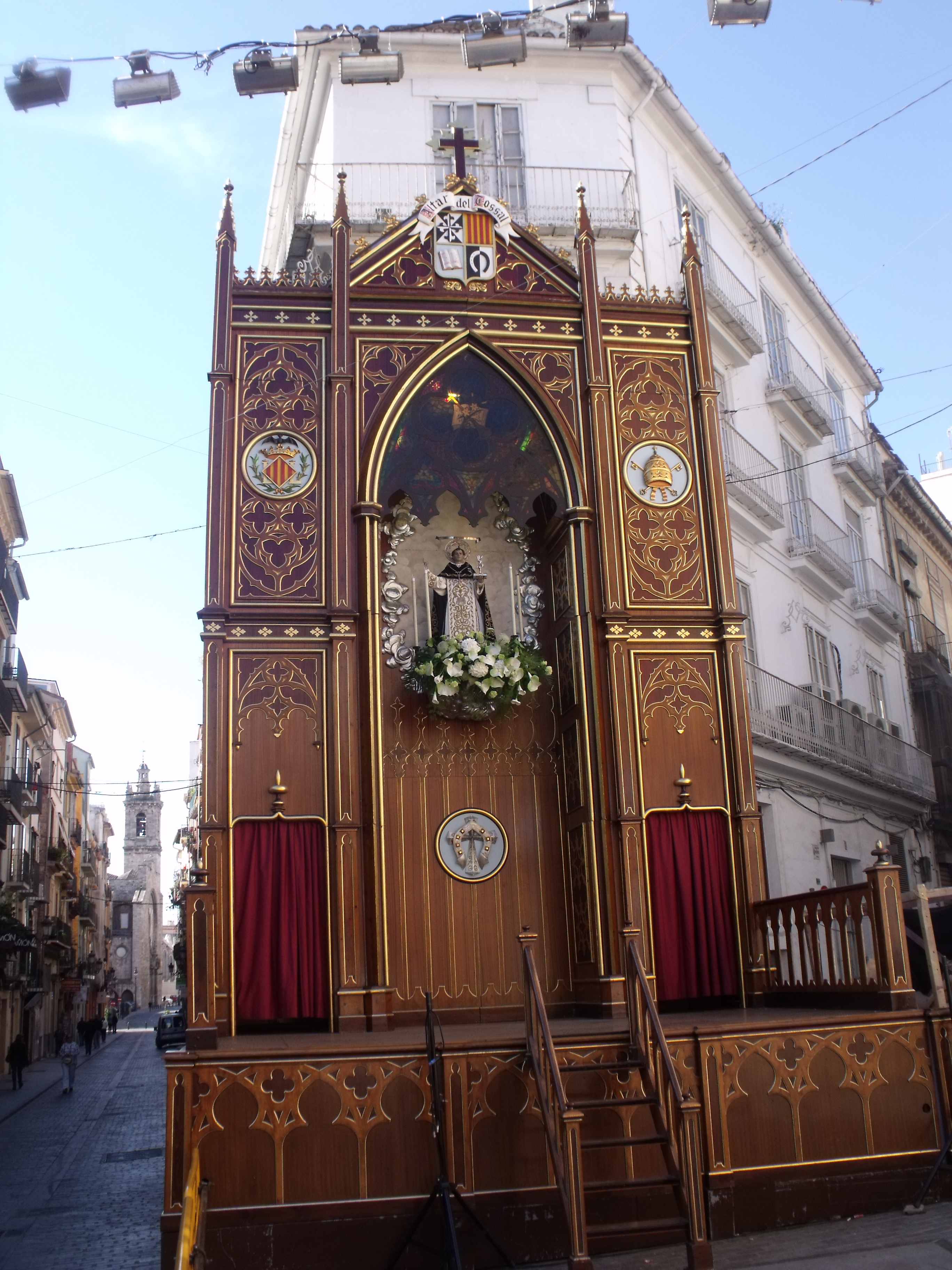
Altar del Tossal
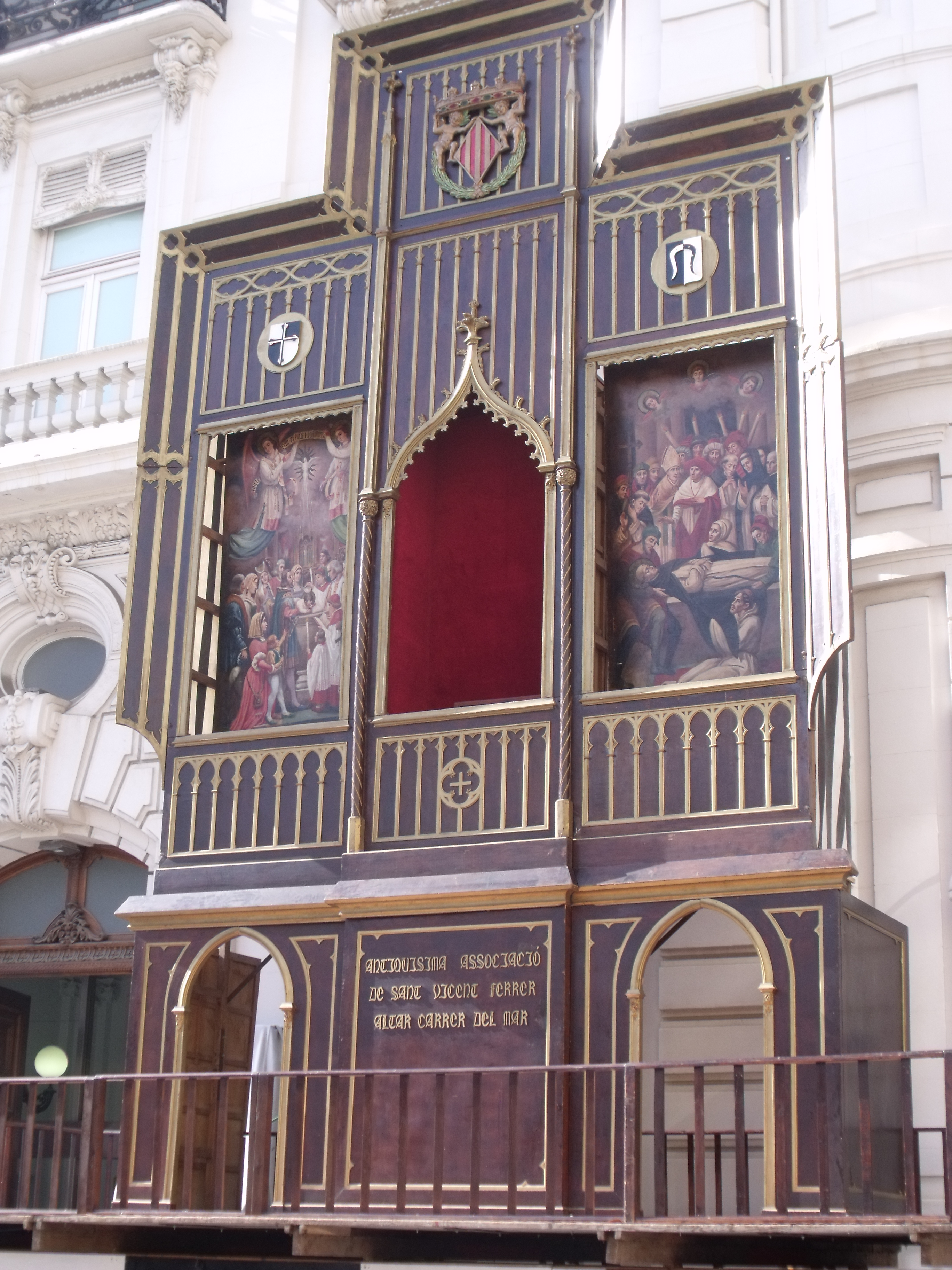
Altar de la calle del Mar
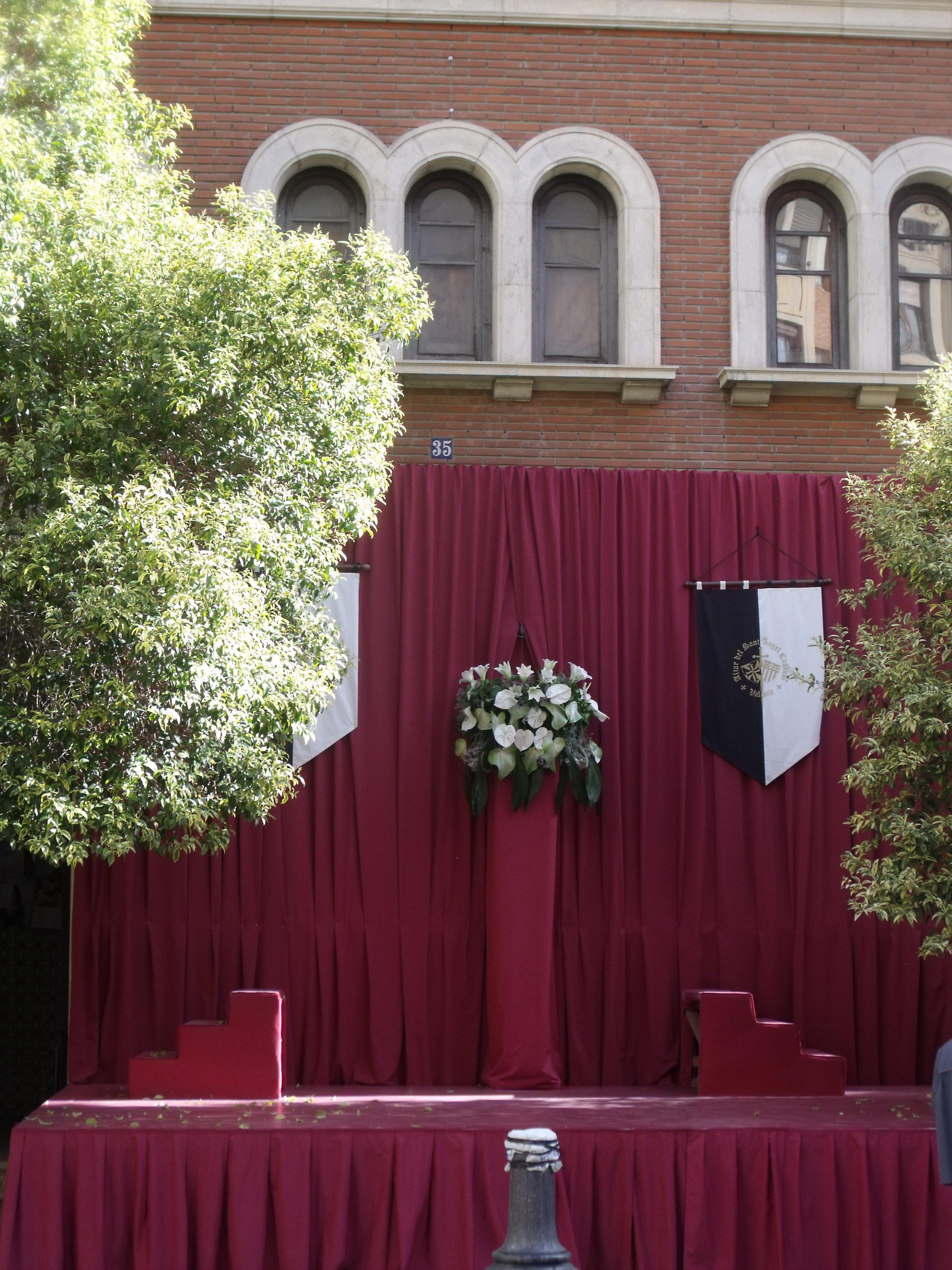
Altar del Ángel Custodio
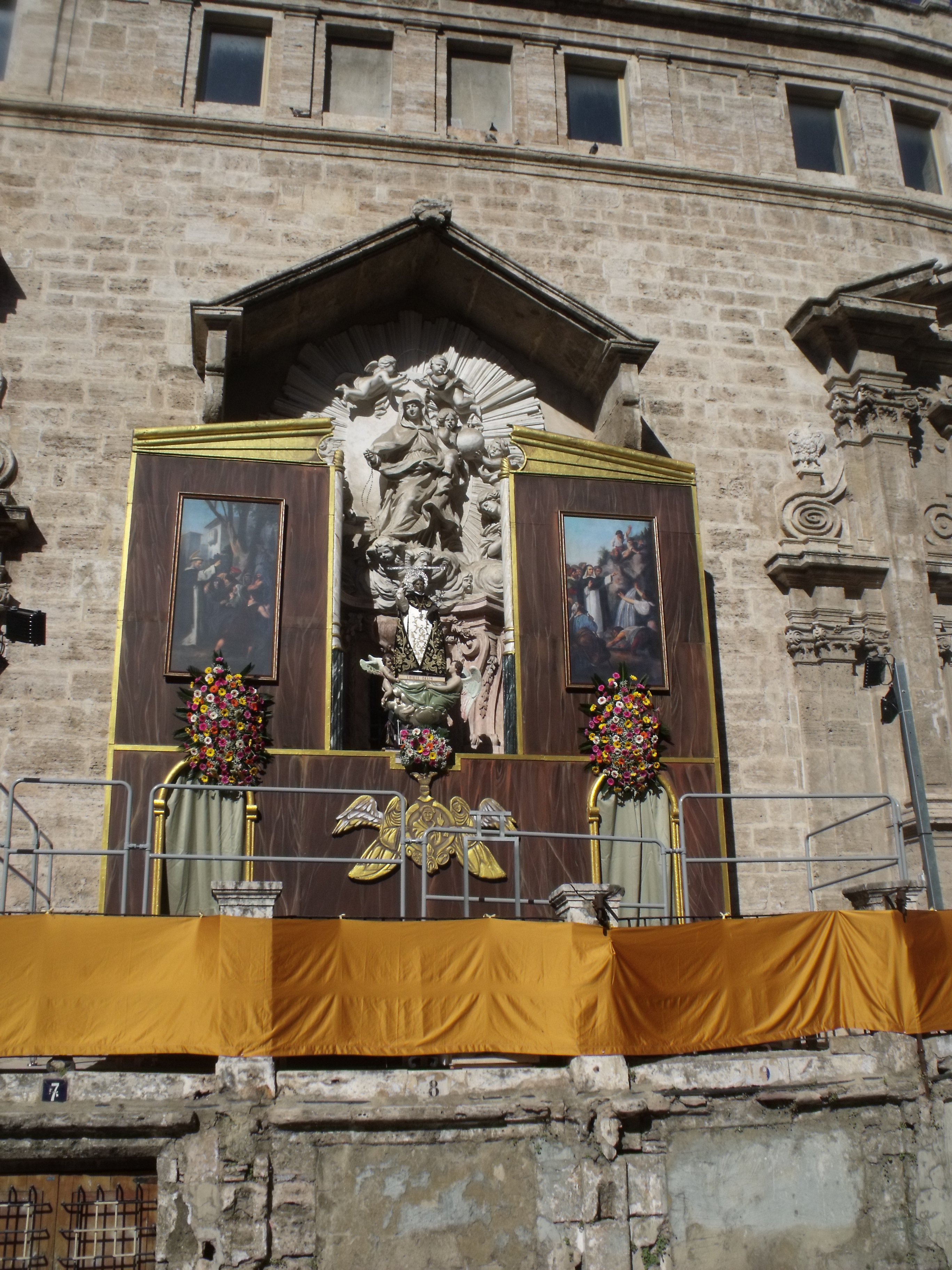
Altar de los Santos Juanes
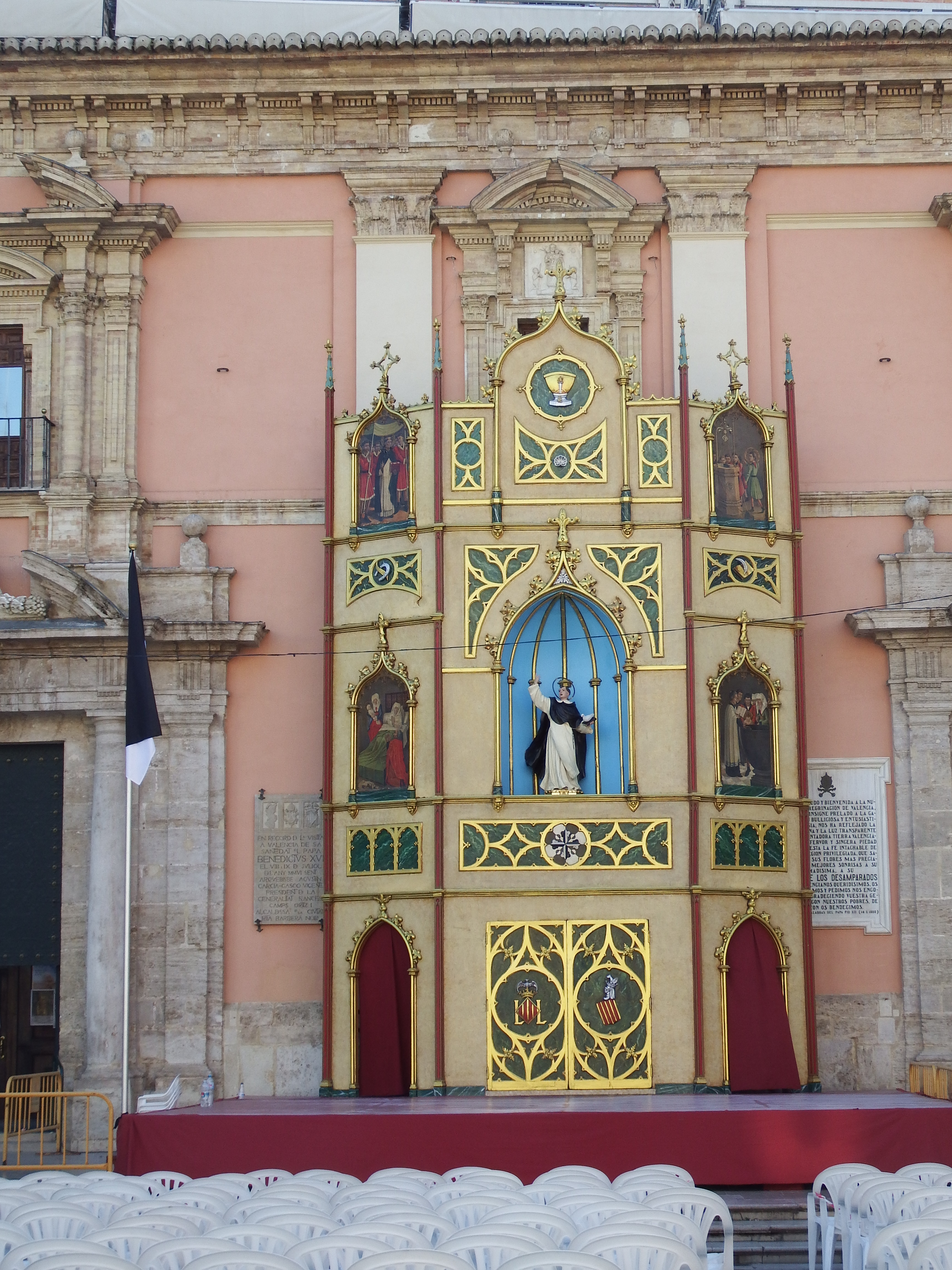
Altar de la Pila Bautismal de San Vicente Ferrer

La fiesta se inicia el domingo (octava de Pascua). En cada barrio es sacada la imagen de San Vicente y tras procesionar por las calles es subido al altar entre cohetes , aplausos e himnos. Allí permanece hasta la noche del lunes en que el santo es bajado y depositado en casa del clavario hasta el año siguiente. Las excepciones son el altar del Mercado que lo hace en martes, y los altares del Mocadoret y del Ángel Custodio que celebran la fiesta en la octava del Santo.
A nivel oficial, al mediodía del lunes de San Vicente se realiza una ofrenda de flores por todas la asociaciones vicentinas de la ciudad. Esa tarde sale la procesión general de la Santa Iglesia Catedral que pasa por Capitanía (antiguo Convento de Dominicos), Casa natalicia y San Esteban con la pila bautismal del San Vicente.

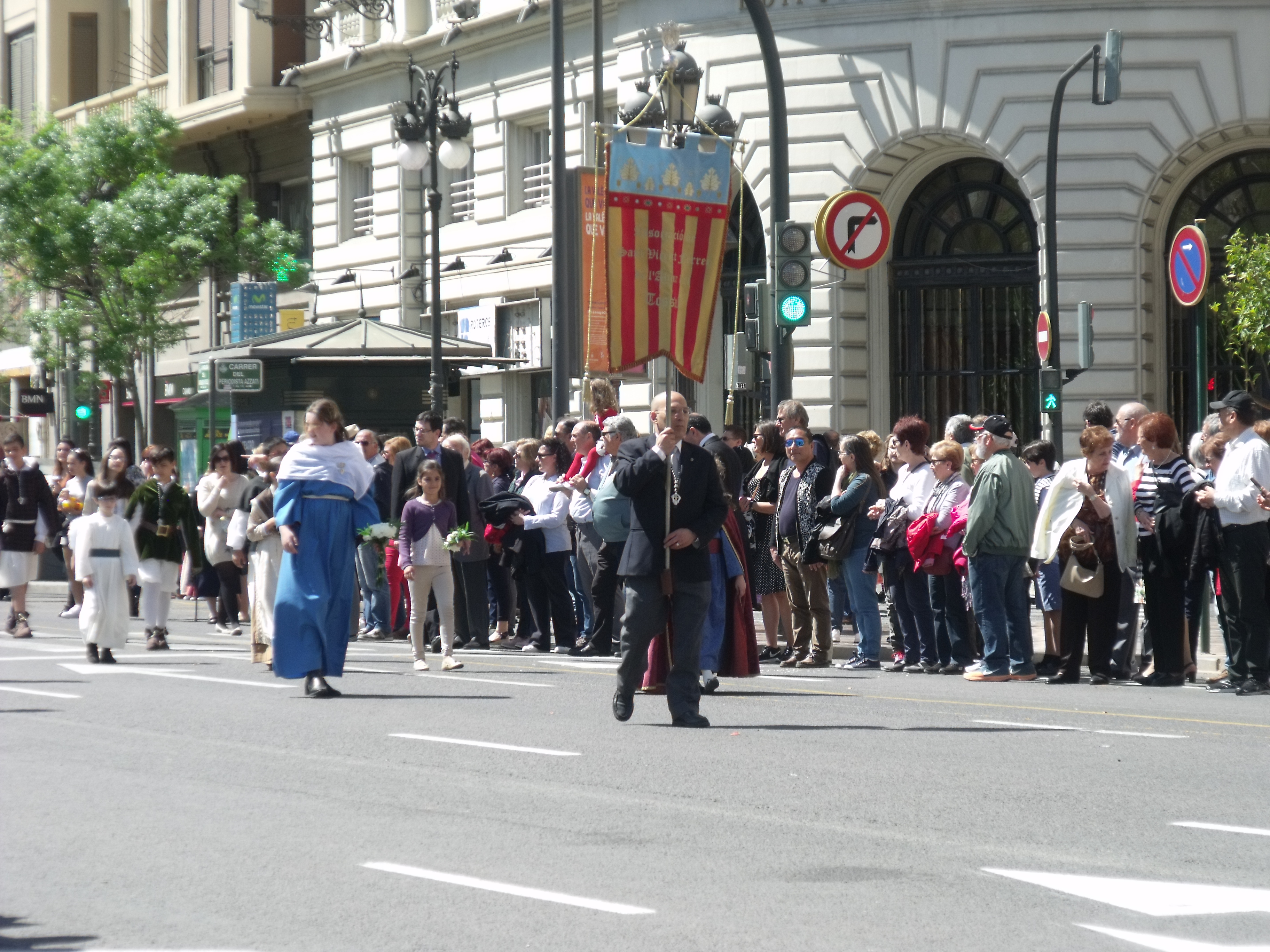
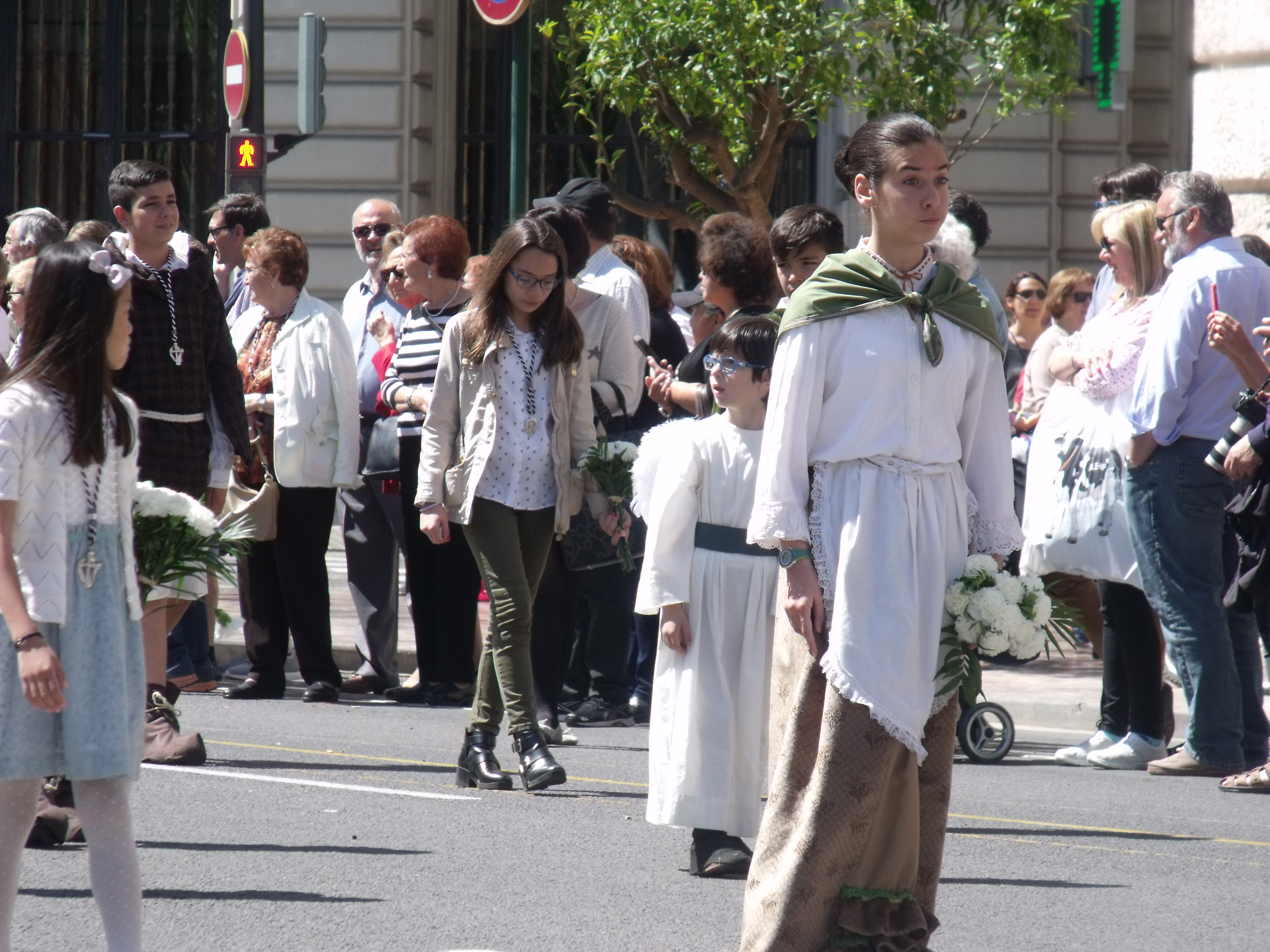
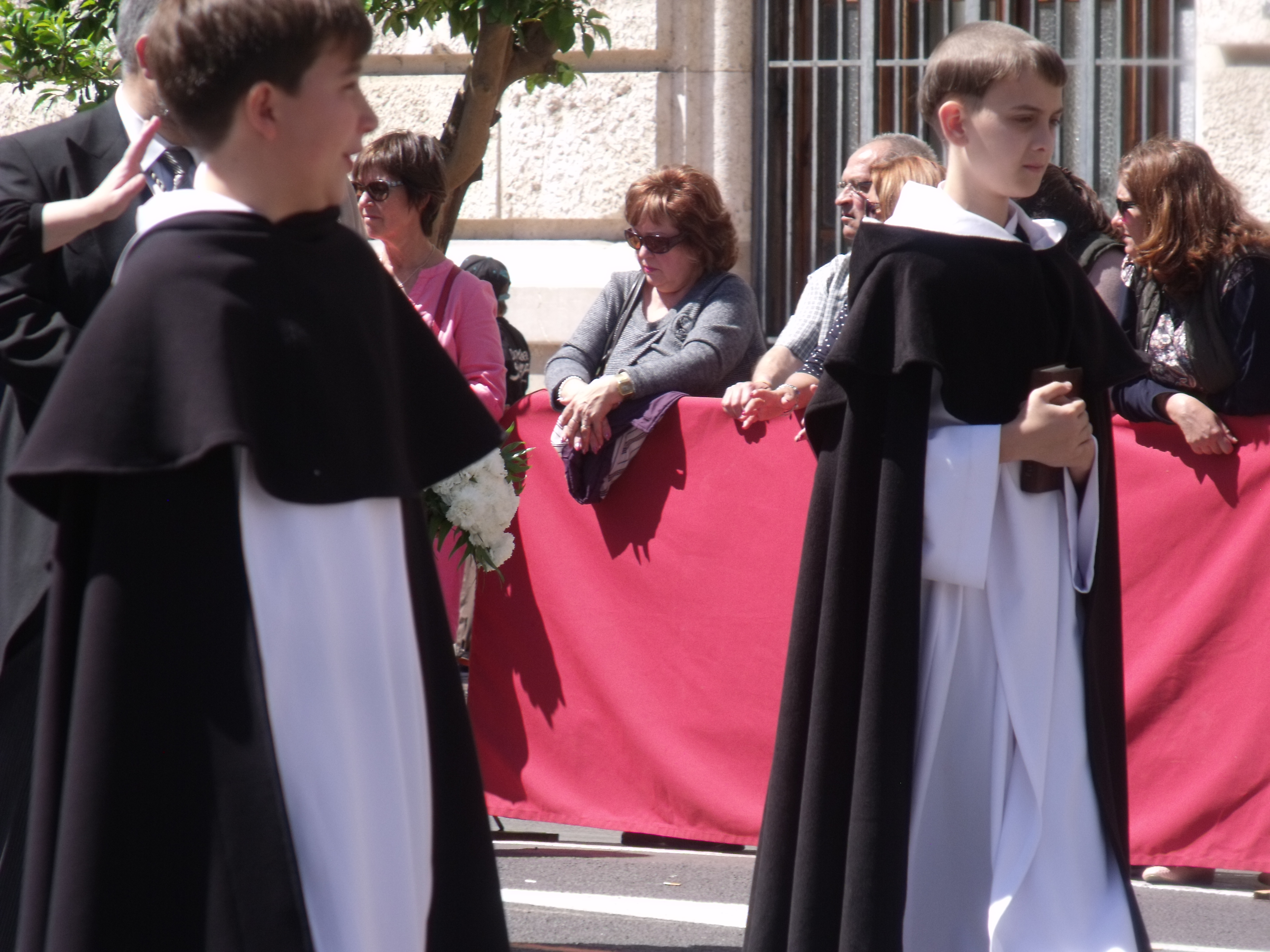
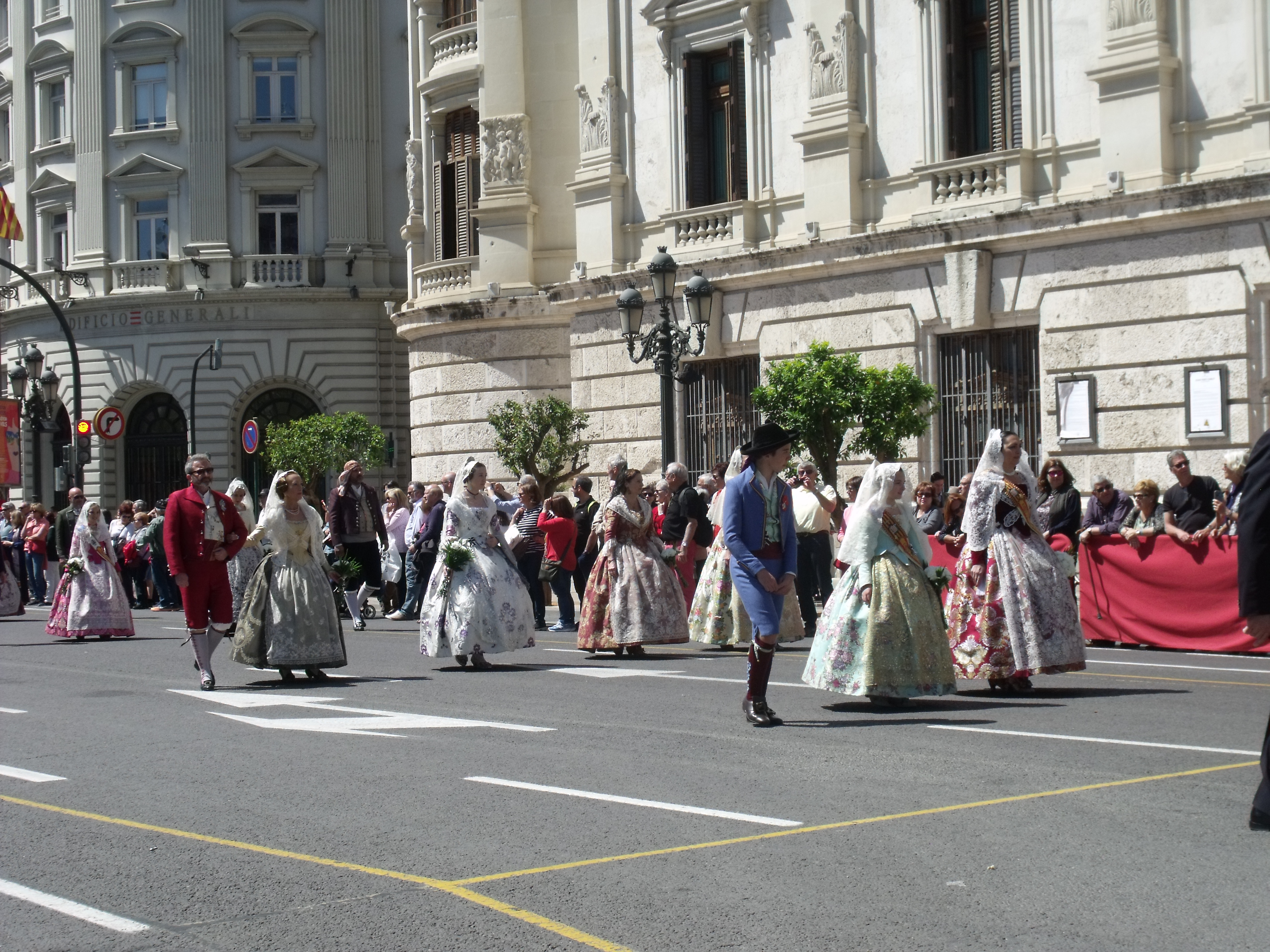
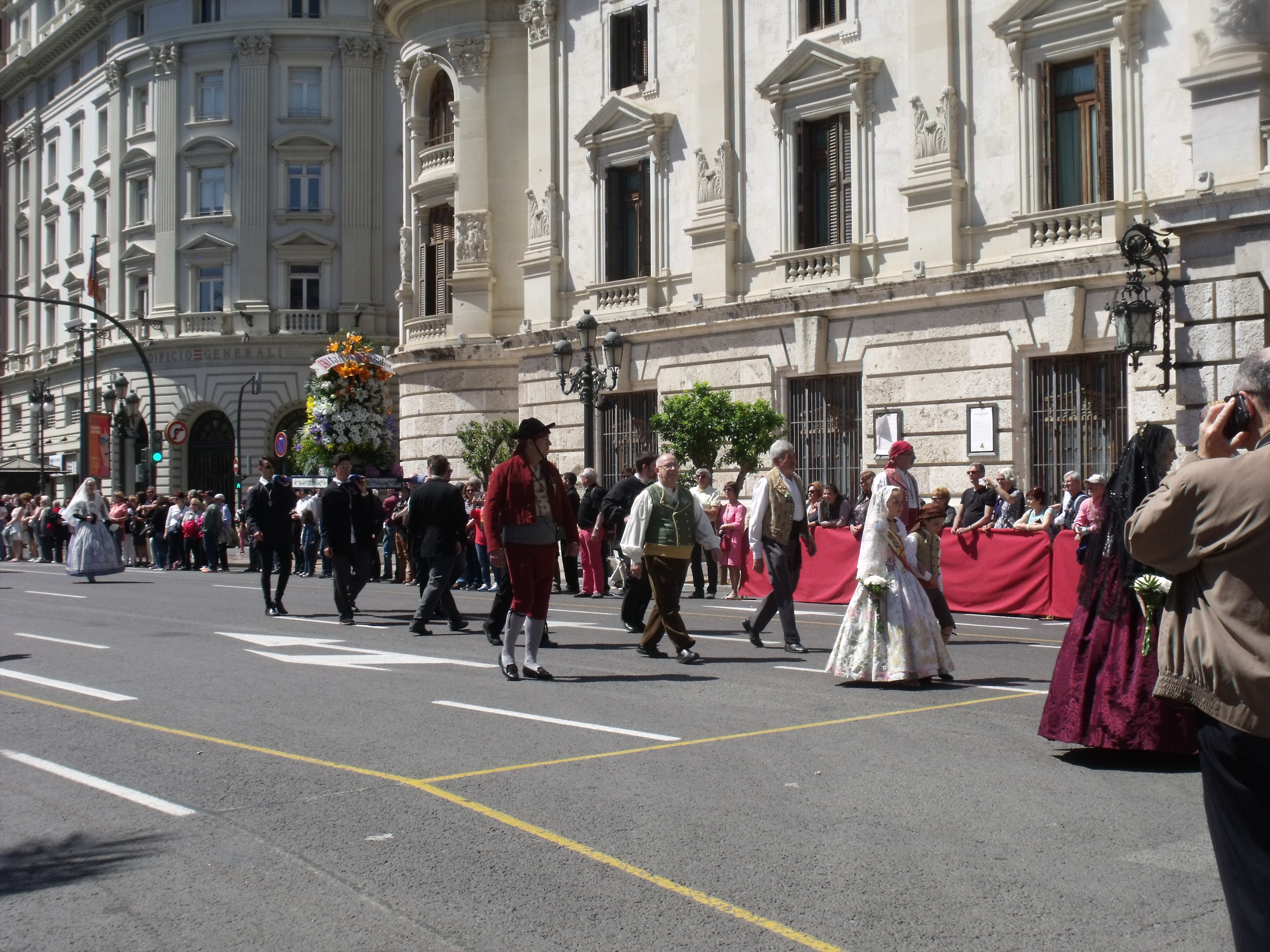
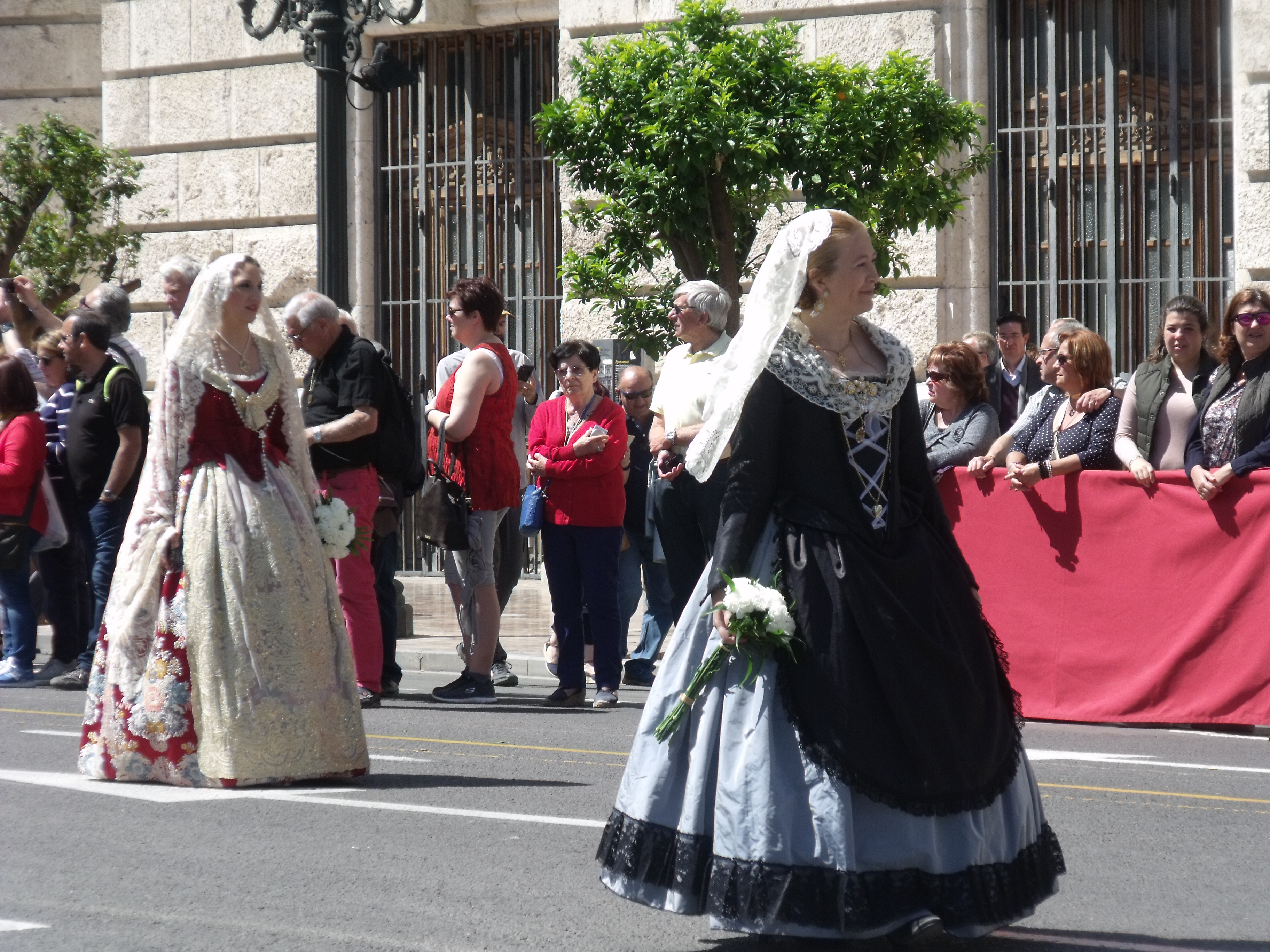
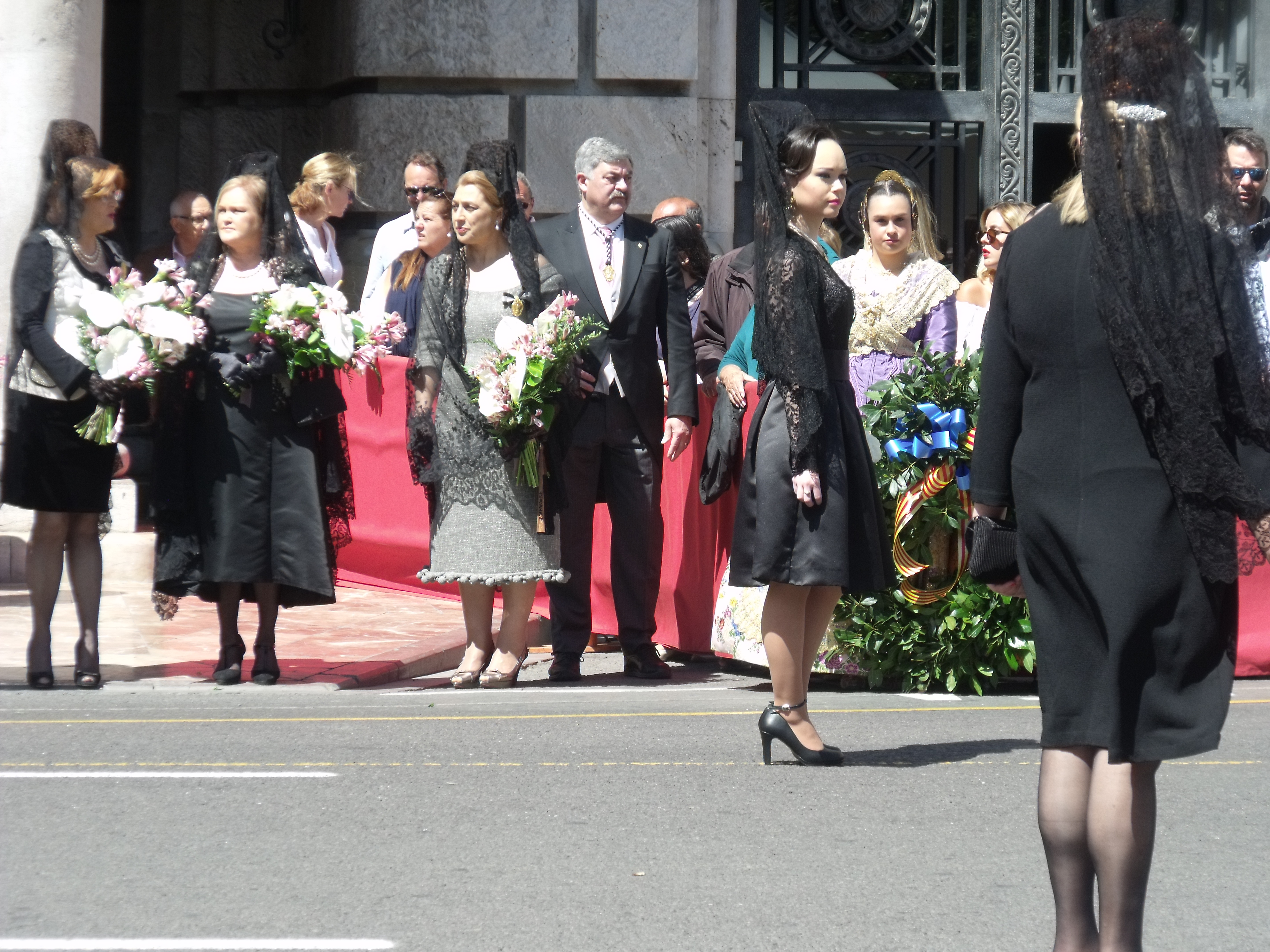

Las vacaciones de Pascua terminan ese día en Valencia